# 萨穆扬
萨穆扬（法語：Samouillan，法語發音：[samujɑ̃]）是法国上加龙省的一个市镇，属于圣戈当区。

## 地理
萨穆扬（43°15'49"N, 0°56'43"E）面积5.33 平方千米，位于法国奧克西塔尼大區上加龙省，该省份为法国西南部内陆省份，西南端与西班牙接壤，自此顺时针与上比利牛斯省、热尔省、塔恩-加龙省、塔恩省、奥德省和阿列日省接壤。
与萨穆扬接壤的市镇（或旧市镇、城区）包括：吕桑-阿代亚克、邦克、弗朗孔、泰尔巴斯。

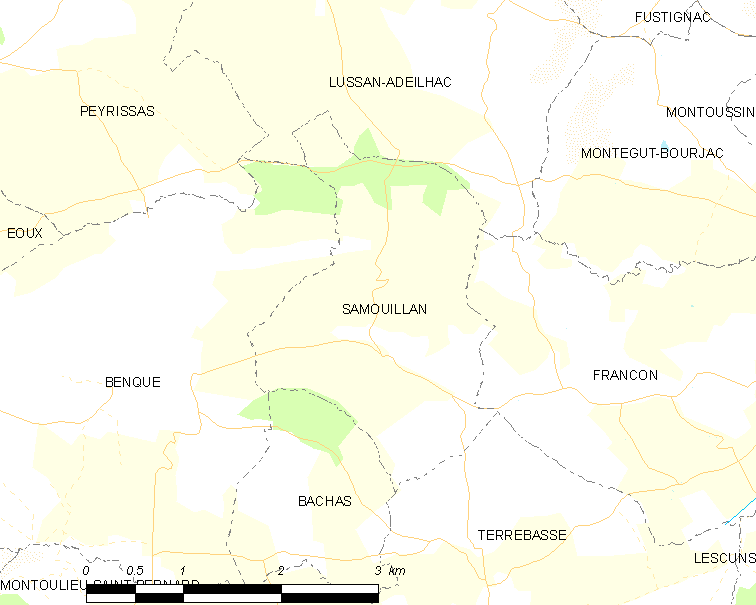
萨穆扬的OSM定位图

萨穆扬的时区为UTC+01:00、UTC+02:00（夏令时）。

## 行政
萨穆扬的邮政编码为31420，INSEE市镇编码为31529。

## 政治
萨穆扬所属的省级选区为卡泽尔县。

## 人口

1962-2008年间萨穆扬人口变化图示

萨穆扬于2022年1月1日时的人口数量为110人。